# 1991년 한국프로야구
1991년 한국프로야구는 한국프로야구가 열 번째 해를 맞는 순위 등을 올린 것이며, 경기 수는 작년보다 6경기 늘어난 126경기를 하였다.
1991년에 있었던 팀은, 해태 타이거즈, 빙그레 이글스, 삼성 라이온즈, 롯데 자이언츠, 태평양 돌핀스, LG 트윈스, 쌍방울 레이더스, OB 베어스이며, 그중 우승 팀은 해태 타이거즈이고 걸프전쟁에 따른 여파 탓인지 OB 쌍방울을 제외한 나머지 팀이 국내에서 전지훈련을 치뤘는데 1988년 3년 만에 외국 전지훈련이 재개된 뒤 1991년 이전까지는 OB MBC 빙그레(이상 1988년)  OB 태평양 빙그레(이상 1989년)  OB 삼성(야수들)(이상 1990년)이 국내에서 전지훈련을 치뤘으며 1991년 이후 국내 전지훈련을 한 팀은  1998년 해태(야수들) OB 롯데 쌍방울 2003년 한화 2008년 히어로즈 2021년 2022년  모든 팀이다.
쌍방울이 새로 창단되었고, 해태는 1990년에 우승을 빼앗긴 것을 다시 우승하게 되었다.
롯데가 최초로 한팀이 백만 관중이라는 기록을 세우게 되었고, 전체 관중은 3,825,409명을 기록하였다.

## 1991년 프로 야구 순위
| 연도 | 순위 | 팀     | 경기 | 승 | 무 | 패 | 승률  | 승차 | 기타                                             |
| ---- | ---- | ------ | ---- | -- | -- | -- | ----- | ---- | ------------------------------------------------ |
| 1991 | 1위  | 해태   | 126  | 79 | 5  | 42 | 0.647 | 0.0  |                                                  |
| 1991 | 2위  | 빙그레 | 126  | 72 | 5  | 46 | 0.591 | 7.0  |                                                  |
| 1991 | 3위  | 삼성   | 126  | 70 | 1  | 55 | 0.560 | 11.0 |                                                  |
| 1991 | 4위  | 롯데   | 126  | 61 | 3  | 62 | 0.496 | 19.0 |                                                  |
| 1991 | 5위  | 태평양 | 126  | 55 | 2  | 69 | 0.444 | 25.5 | 제도에 따라 5~8위는 포스트 시즌에 진출하지 못함. |
| 1991 | 6위  | LG     | 126  | 53 | 1  | 72 | 0.425 | 28.0 |                                                  |
| 1991 | 7위  | 쌍방울 | 126  | 52 | 3  | 71 | 0.423 | 28.0 |                                                  |
| 1991 | 8위  | OB     | 126  | 51 | 2  | 73 | 0.413 | 29.5 |                                                  |

## 1991년 준플레이오프
- 기간:9월 22일 - 9월 26일
- 정규리그 3위팀 삼성 라이온즈 VS 정규리그 4위팀 롯데 자이언츠

삼성 2-1 승(무승부 1회)
9월 22일 - 롯데 3, 삼성 8
9월 23일 - 삼성 2, 롯데 10
9월 25일 - 롯데 3, 삼성 3
9월 26일 - 롯데 2, 삼성 10

## 1991년 수상 내역
| 연도 | MVP    | 신인왕 | 올스타전 MVP | 한국시리즈MVP |
| ---- | ------ | ------ | ------------ | ------------- |
| 1991 | 장종훈 | 조규제 | 김응국       | 장채근        |

## 1991년 골든 글러브 수상자
| 연도 | 투수   | 포수   | 1루수  | 2루수  | 3루수  | 유격수 | 외야수 | 외야수 | 외야수 | 지명타자 |
| ---- | ------ | ------ | ------ | ------ | ------ | ------ | ------ | ------ | ------ | -------- |
| 1991 | 선동열 | 장채근 | 김성한 | 박정태 | 한대화 | 류중일 | 이순철 | 이정훈 | 이호성 | 장종훈   |

## 1991년 한국프로야구 관중 현황
| 연도 | 해태      | 빙그레    | 삼성      | 롯데        | 태평양    | LG        | 쌍방울    | OB        | 합계        |
| ---- | --------- | --------- | --------- | ----------- | --------- | --------- | --------- | --------- | ----------- |
| 1991 | 372,386명 | 377,017명 | 357,852명 | 1,001,920명 | 342,593명 | 776,953명 | 160,662명 | 436,026명 | 3,825,409명 |

## 1991년 진기록 명기록
- 롯데가 LG전에서 연장전 최다 홈런(3개)을 기록했다.
- LG가 쌍방울전에서 팀 최다 3루타(4개)를 기록하였다.
- 쌍방울이 시즌 최다 보크(12개)를 기록하였다.

## 같이 보기
- 1991년 한국시리즈
- 1990년 한국프로야구
- 1992년 한국프로야구